# Maxwell Deacon
Maxwell Arnold Deacon (* 22. März 1910 in Thunder Bay, Ontario; † 29. April 1970) war ein kanadischer Eishockeyspieler.  

## Karriere
Maxwell Deacon begann seine Karriere als Eishockeyspieler 1927 bei den Fort William Forts aus der Thunder Bay Hockey League. Von 1931 bis 1933 spielte er für den Port Arthur Hockey Club, von 1934 bis 1936 für die Port Arthur Bearcats. Im Anschluss an die Winterspiele 1936 spielte er weitere fünf Jahre im Amateur-Eishockey – zunächst zwei Spielzeiten lang für die Falconbridge Falcons sowie anschließend drei Spielzeiten lang für die Geraldton Gold Miners.  

### International
Für Kanada nahm Deacon an den Olympischen Winterspielen 1936 in Garmisch-Partenkirchen teil, bei denen er mit seiner Mannschaft die Silbermedaille gewann.

## Erfolge und Auszeichnungen
- 1936 Silbermedaille bei den Olympischen Winterspielen